# Danh sách nhân vật của Touhou Project
Đây là danh sách các nhân vật của Touhou Project, loạt các trò chơi điện tử đối kháng và danmaku của ZUN từ Team Shanghai Alice. Hầu hết các nhân vật Touhou đều sống trong một thế giới hư cấu gọi là Ảo tưởng Hương ('Vùng đất của những ảo tưởng'), nơi con người và yêu quái cùng tồn tại. Văn hóa và phong tục của Ảo tưởng Hương giống như của Nhật Bản thời phong kiến, nhưng các trò chơi Touhou vẫn diễn ra ở thời nay. Nhiều yêu quái săn mồi và ăn thịt người, và con người sau đó cố gắng xua đuổi chúng, nhưng không có thù hận chủng tộc nào tồn tại giữa hai loài này. Các nhân vật trong Touhou Project có những năng lực độc đáo, và nhiều người trong số họ dựa trên văn hóa dân gian và tôn giáo của Nhật Bản.
Tất cả các nhân vật ngoại trừ hai nhân vật chính (Reimu và Marisa) đều được liệt kê trong trò chơi đầu tiên xuất hiện của họ. Reimu xuất hiện lần đầu trong trò chơi đầu tiên, Highly Responsive to Prayers, và Marisa trong trò chơi thứ hai, Story in Eastern Wonderland.

## Nhân vật chính

### Hakurei Reimu
- Chủng loài: Con người
- Năng lực: Bay lượn, điều kiển hào quang, sử dung ngọc Âm Dương và có sức mạnh của thần linh. Có sức mạnh của vu nữ của Bác Lệ Thần Xã
- Nơi sinh sống, hoạt động: Bác Lệ Thần Xã

Hakurei Reimu (博麗 霊 夢, Hakurei Reimu) là nhân vật chính của cả loạt game, xuất hiện với một số tư cách trong mọi trò chơi Touhou cho đến nay, và hầu như luôn là một nhân vật có sẵn có thể chơi được. Cô được nhìn thấy trên ảnh bìa của tất cả các trò chơi PC-98 và trên màn hình tiêu đề của hầu hết các trò chơi Windows. Mặc dù thực tế là cô ấy chưa bao giờ thực hiện bất kỳ khóa đào tạo nào, nhưng cô khá mạnh mẽ. Vì điều này, cô hoàn toàn không tin rằng làm việc chăm chỉ sẽ được đền đáp, và ghét việc bỏ nhiều công sức.  Vì sự tự do của cô ấy lớn đến mức bất khả xâm phạm, cô có thái độ tiêu cực. Vì cô có một tính cách đơn giản và thẳng thắn, cảm xúc con người của cô dễ thay đổi và cô thường có những cuộc trò chuyện vội vàng. Cô có một bầu không khí kỳ lạ thu hút người khác bất kể họ là người hay yêu quái. Vì công việc của cô ấy là tiêu diệt yêu quái, cô có thái độ nghiêm khắc chống lại yêu quái, nhưng bản thân cô không có hứng thú đặc biệt gì với con người hay yêu quái, và tùy vào hoàn cảnh, cô ấy sẵn sàng giúp đỡ hoặc tấn công. Trong Silent Sinner in Blue, cô chăm sóc con thỏ yêu quái bị ngất xỉu, và trong Curiosities of Lotus Asia, tấn công bất ngờ một yêu quái vô hại đang đọc sách của cô và lấy trộm nó. Vì cô ấy thích tiêu diệt yêu quái nên khi sự cố không xảy ra trong một thời gian dài, cô ấy trở nên cáu kỉnh vì buồn chán. Đây là một tính cách mà các yêu quái mạnh mẽ đặc biệt thích, nhưng vì cô ấy tiêu diệt yêu quái, đôi khi không có sự trò chuyện hoặc cảnh báo trước, cô ấy đã bị các yêu quái yếu hơn sợ hãi. Tính cách vô tư là vậy, nhưng ngược lại với bản tính vô tư của mình, cô không coi ai là bạn đồng hành, và ngay cả khi hành động chung với người khác hay yêu quái, cô vẫn luôn đơn độc. Vì cô tàn nhẫn trong công việc của mình, đặc biệt là trong lúc tiêu diệt yêu quái, cô ấy đã tiêu diệt yêu quái và tiên nữ mà cô ấy gặp không thương tiếc. Cô khá giống Alice Margatroid khi cô chọn không thể hiện sức mạnh thực sự của mình vì thực tế là sẽ không còn gì sau đó nếu cô ấy thua một trận chiến với toàn bộ sức mạnh của mình. Cô tương đối cao.
Theo quan điểm của Morichika Rinnosuke, cô ấy có quan hệ tốt với Kirisame Marisa. Tuy nhiên, cô ấy chưa bao giờ chiến đấu bên cạnh Marisa, và trong Imperishable Night, Reimu chiến đấu với Marisa vì đã cản đường cô ấy. Khi Reimu đối đầu với Watatsuki no Yorihime trong Silent Sinner in Blue, cô đã không hợp tác với các đồng minh của mình.
Cô đóng vai trò là vu nữ của đền Hakurei, nằm ở ranh giới giữa Ảo tưởng Huơng và Thế giới bên ngoài, được gọi là "Vu nữ của đền Hakurei." Công việc của vu nữ đền Hakurei là tiêu diệt yêu quái và giải quyết các dị biến, và bản thân Reimu sở hữu sức mạnh đáng kể, nhưng vì cô ấy có thói quen uống trà và ngủ trưa nên cô ấy không được đào tạo đầy đủ. Ảo tưởng Huơng được duy trì bằng cách duy trì mối quan hệ không thể thiếu giữa việc yêu quái tấn công con người và con người tiêu diệt yêu quái, trong đó vu nữ của đền Hakurei đóng một vai trò quan trọng. Vì vu nữ của đền Hakurei cũng ở một vị trí không thể thiếu trong việc duy trì Ảo tưởng Huơng, nó đã bị cấm đối với vu nữ của đền Hakurei tiêu diệt yêu quái và yêu quái tấn công vu nữ, cũng như con người đến khu vực đền Hakurei để can thiệp. Tuy nhiên, vì mối quan hệ của yêu quái tấn công con người đã không còn, yêu quái ngày càng suy giảm, vì vậy Reimu đã chấp thuận yêu cầu mà cô nhận được từ yêu quái là thiết lập quy tắc chiến đấu cho các cuộc đọ sức với yêu quái để giết thời gian, do đó bảo tồn mối quan hệ giữa yêu quái và con người. theo phong cách mỉa mai, cho phép kẻ mạnh và kẻ yếu đánh nhau trên cơ sở bình đẳng, được gọi là "quy tắc thẻ phép" trong "Luật đặt tên bài phép". Các phong tục liên quan đến công việc đã được lưu giữ từ thời gian. vô hạn mà không thất bại, và khi cô làm theo thông lệ, cô có thái độ không lo lắng về kết quả.
Hình dạng của Reimu có thay đổi một chút giữa các trò chơi. Tuy nhiên, cô luôn có thể được nhìn thấy với mái tóc đen hoặc nâu với một chiếc nơ đỏ, gậy Thanh tẩy, một loại gậy gohei được tạo ra bởi Morichika Rinnosuke, và một chiếc hakama màu đỏ và trắng với một chiếc váy dài. Chiếc hakama có vẻ ngoài khác thường do ống tay áo bị tách ra, để lộ nách, đã trở thành chủ đề của các bức ảnh chế trên Internet. Năm 2006, nhóm nhạc dōjin IOSYS, người tạo ra các bản nhạc nhại theo chủ đề Touhou, đã phát hành bài hát Tsukiyo wo Kakusanai Teido no Nouryoku ?, bài hát này thường xuyên sử dụng dòng "Waki miko Reimu" (nách miko Reimu), dẫn đến một biệt danh không chính thức dành cho cô.
Khả năng chính của cô là bay, trực giác tốt và hòa đồng với mọi người; kể cả những người đã từng là kẻ thù của cô. Trong các trò chơi, cô được đặc trưng bởi bùa hộ mệnh và quả cầu âm dương. Ngoài việc góp mặt trong tất cả các trò chơi Touhou (ngoài Bắn đạn và Cuộc chiến cổ tích), cô cũng xuất hiện trong Vương quốc Graffiti với tên gọi "Flying Maiden", một trò chơi mà ZUN đã đồng phát triển.

### Kirisame Marisa
- Chủng loài: Con người
- Năng lực: Pháp thuật (với chiếc Hakkero)
- Nơi sinh sống, hoạt động: Khu rừng Pháp thuật

Kirisame Marisa (霧 雨 魔 理 沙, Kirisame Marisa) là một pháp sư sống trong một ngôi nhà lộn xộn trong Khu rừng Phép thuật. Cô là bạn với Reimu và thường xuyên đến thăm cô ấy, nhưng mặt khác cô độc và dành phần lớn thời gian để nghiên cứu ma thuật. Cô là một nhà sưu tập nhiệt tình, thu thập hầu hết mọi vật dụng mà cô bắt gặp, thường "mượn" đồ mà không có sự cho phép của nhiều nhân vật khác. Cô nói chuyện một cách trực tiếp và thường thô lỗ, làm nổi bật bản chất tomboy và thái độ quan tâm của ma quỷ. Trong khi cô có xu hướng bạo lực, ích kỷ và những hành vi bất đồng khác, cô ấy là một pháp sư trung thực và chăm chỉ, thường ở tuyến đầu bảo vệ Ảo tưởng Huơng bất cứ khi nào có dị biến xảy ra. Cô trái ngược với Reimu, nhân vật chính với tài năng bẩm sinh, vì sức mạnh của Marisa hoàn toàn đến từ sự chăm chỉ và quyết tâm hơn là bất kỳ khả năng nào mà cô ấy được sinh ra, và người ta nói rằng cô ấy thắng trong trận đấu với Reimu "khoảng 40% thời gian." Trong trò chơi, các đòn tấn công của cô được đặc trưng bởi các mô-típ ngôi sao năm cánh và tia la-de, và các phép thuật hủy diệt cấp cao khác. Phù hợp với thói quen "vay mượn" của cô, nhiều loại bài phép của cô được lấy cảm hứng từ các nhân vật khác, chẳng hạn như chiêu thức đặc trưng của cô ấy "Master Spark" vốn là của Kazami Yuuka, hoặc đòn tấn công "Nondirectional Laser", vốn là đòn tấn công của Patchouli. Thói quen ăn trộm của cô cũng tương ứng với trò chơi, vì cô là nhân vật tốt nhất để thu thập sức mạnh do tốc độ cao của mình. Cô ấy khá thấp so với Reimu.

## Các nhân vật bổ sung

### Highly Responsive to Prayers
SinGyoku (しんぎょく Shingyoku)
Trùm chính Giai đoạn 5. Người gác cổng của đền Hakurei. Tồn tại ở ba dạng: âm dương, nữ tư tế hoặc thầy tu.
YuugenMagan (幽玄魔眼 Yūgenmagan)
Trùm Giai đoạn 10 của tuyến Ma Giới. Một bộ mắt quỷ lơ lửng, được kết nối bằng điện.
Elis (エリス Erisu)
- Chủng loài: Ác quỷ
- Nơi ở: Tàn tích của Vina

Một con Ác quỷ vô tội, trùm Giai đoạn 15 của tuyến Ma giới.
Sariel (サリエル Sarieru)
- Chủng loài: Thiên thần
- Nơi ở: Ngôi đền sụp đổ

Là một Thiên thần của cái chết, trùm cuối của tuyến Ma giới.
Mima (魅魔)
- Chủng loài: Vengeful Spirit
- Năng lực: Ma pháp tối
- Nơi ở: Đền Hakurei

Lần đầu tiên xuất hiện với tư cách là Trùm Giai đoạn 10 của tuyến Địa ngục, Mima trở lại trong các trò chơi PC-98 sau này với nhiều vai trò quan trọng hơn. Cô là một hồn ma ám ảnh khu vực xung quanh đền Hakurei. Cô rất tự tin vào khả năng của mình, và thậm chí còn tự hào về chúng. Mặc dù cô tuyên bố rằng trong Story of Eastern Wonderland là muốn trả thù toàn bộ loài người, nhưng không biết chính xác động cơ của Mima cho điều đó là gì. Cô ấy cũng đang cố gắng vực dậy bản thân. Mặc dù cô ấy thường được gọi là một hồn ma, trong Phantasmagoria of Dim. Dream, Mima phủ nhận mình đã chết và cố gắng giải thích rằng cô "chỉ là một linh hồn."
Kikuri (キクリ)
Trùm giai đoạn 15 của tuyến Địa ngục. Còn được đặt tên là "Mặt trăng kinh khủng", cô ấy là một quả cầu giống như mặt trăng bằng đồng được bao quanh bởi một vầng hào quang màu tím yếu ớt và được khắc họa hình ảnh của một cô gái trẻ.
Konngara (こんがら Kongara)
Hiệp sĩ Tinh linh, trùm cuối của tuyến Địa ngục.

### Story of Eastern Wonderland
Genjii (玄爺)
- Chủng loài: Turtle
- Năng lực: Bay lượn
- Nơi ở: Đền Hakurei

Con rùa cưng của Reimu mà cô ấy bắt được trong quá trình huấn luyện của mình. Khi sống trong một thời gian rất dài, ông đã có được nhiều sức mạnh thần bí, một trong số đó là khả năng bay. Reimu cưỡi trên người ông để bay trong tất cả các trò chơi PC-98 từ  Story of Eastern Wonderland  trở đi, nhưng từ  Embodiment of Scarlet Devil  trở đi, cô đã học cách tự bay và Genjii đã không còn được nhìn thấy kể từ đó nữa, sau đó ZUN đã xác nhận trong một cuộc phỏng vấn rằng Genjii sống trong ao phía sau đền Hakurei.
Rika (里香)
- Chủng loài: Con người

Một kỹ sư ở Gensokyo, Trùm của Giai đoạn 1 và Giai đoạn Extra. Cô lái chiếc "Flower Tank" ở màn một và "Evil Eye Sigma" ở màn Extra. Không giống như nhiều game bắn súng cuộn khác nơi mecha là kẻ thù chính, Rika là nhân vật duy nhất trong cả loạt game điều khiển phương tiện trong một trận đấu trùm.
Meira (明羅)
- Chủng loài: Con người
- Nơi ở: Khu rừng pháp thuật

Một nữ samurai, là trùm Giai đoạn 2. Cô ấy đang tìm kiếm sức mạnh của gia đình Hakurei.

### Phantasmagoria of Dim. Dream
Ellen (エレン Eren)
- Chủng loài: Phù thủy
- Năng lực: Trẻ mãi không già, ma pháp

Ellen là một phù thủy với sức mạnh của tuổi trẻ vĩnh cửu. Cô ấy đã sống lâu đến mức không bao giờ nhớ được bất cứ điều gì. Cô ấy có một con mèo tên là Sokrates. Cô ấy đóng vai khách mời trong manga Hatarakimono của Izumi Takemoto, người mà ZUN rất hâm mộ.
Kotohime (小兎姫)
- Chủng loài: Con người

Một công chúa tự xưng là cảnh sát, nhưng hành vi và thái độ của cô ấy lại cho thấy điều ngược lại. Cô được biết đến là một nhà sưu tập những thứ mà người khác không có hứng thú.
Kana Anaberal (カナ・アナベラル Kana Anaberaru)
- Chủng loài: Tao linh

Một tao linh một phía được tạo ra bởi một cô gái có tinh thần không ổn định. Vì những người dân trong ngôi nhà của cô không còn để ý đến cô nữa, cô ấy đang tìm một nơi khác để ám ảnh.
Asakura Rikako (朝倉 理香子 Asakura Rikako)
- Chủng loài: Con người

Một trong số ít những người tin tưởng vào khoa học ở Ảo tưởng Hương. Tuy nhiên, cô ấy cũng là một người sử dụng ma thuật mạnh mẽ đáng kể. Mặc dù cô ấy không đặc biệt thích ma thuật, cô ấy kết hợp nó với khoa học, vì chỉ riêng sức mạnh của khoa học là không đủ. Cô ấy là meganekko duy nhất trong loạt game PC-98, nhưng những người khác đã xuất hiện trong các trò chơi bản Windows.
Kitashirakawa Chiyuri (北白河 ちゆり Kitashirakawa Chiyuri, cách gọi thay thế Tiyuri Kitashirakawa)
- Chủng loài: Con người
- Năng lực: Ma thuật nhân tạo
- Residence: Probability Space Hypervessel
- Tuổi: 15

Trợ lý của Yumemi là người tỏ ra quá quen thuộc với cô ấy, và mối quan hệ của họ rõ ràng phức tạp hơn mối quan hệ giữa một ông chủ và cấp dưới điển hình. Mặc dù cô ấy trông còn quá trẻ để trở thành một phó giáo sư, nhưng đó là vì cô ấy đã lấy bằng Tiến sĩ  (so sánh về vật lý học) ở tuổi 15. Cô ấy luôn nói những điều bất thường, đặc biệt là đối với một cô gái trẻ. Hầu hết các cách cư xử của cô sau đó đã được Marisa áp dụng.
Yumemi Okazaki (岡崎 夢美 Okazaki Yumemi)
- Chủng loài: Con người
- Năng lực: Ma thuật nhân tạo
- Nơi ở: Probability Space Hypervessel

Giáo sư vật lý tại một trường đại học không tên tuổi ở một thế giới ngoài Ảo tưởng Hương. Trong thế giới này, một lý thuyết thống nhất lớn đã được phát triển; khi Yumemi trình bày một lý thuyết mở rộng bao gồm phép thuật cho xã hội học thuật của mình, cô đã bị chế giễu. Cô ấy đến Ảo thưởng Hương để nghiên cứu và làm cho các nghiên cứu của cô ấy không thể sai lầm.
Ruukoto (るーこと Rūkoto)
- Chủng loài: Robot
- Nơi ở: Đền Hakurei

Một cô hầu gái chạy bằng năng lượng hạt nhân mà Reimu yêu cầu trong phần kết của  Phantasmagoria of Dim. Dream. Cô ấy là nhân vật không thể điều khiển và chiến đấu duy nhất đã xuất hiện trong một trò chơi  Touhou  chính thức.

### Lotus Land Story
Orange (オレンジ Orenji)
- Chủng loài: Yōkai
- Nơi ở: Con đường quanh chân núi

Một yêu quái tầm thường đã tình cờ đến không đúng chỗ, không đúng lúc. Trong trò chơi, tên của cô ấy xuất hiện dưới dạng hai dấu chấm hỏi, và "Orange" chỉ được tiết lộ trong hồ sơ nhân vật của trò chơi.
Kurumi (くるみ)
- Chủng loài: Ma cà rồng
- Nơi ở: Hồ máu

Kurumi là một nữ ma cà rồng sống trên một hòn đảo ở trung tâm của Hồ Máu. Cô bảo vệ hồ và ngăn không cho người khác đi ngang qua mà không bị cản trở.
Elly (エリー Erī, cách gọi thay thế Elliy)
- Nơi ở: Mộng huyễn Quán

Elly là người gác cổng của Mộng huyễn Quán. Mặc dù có vẻ mạnh mẽ, nhưng dinh thự hiếm khi có bất kỳ khách nào đến thăm, và do đó năng lực  danmaku  của cô ấy không còn được thành thục nữa.
Yuuka (幽香 Yūka, cách gọi thay thế Yuka)
- Chủng loài: Yōkai
- Nơi ở: Mộng huyễn Quán

Yuuka là một yêu quái mạnh mẽ sống trong một dinh thự, Mộng huyễn Quán, ở ranh giới giữa Thế giới trong mơ và thế giới thực. Trong Lotus Land Story, một hành động không rõ của cô đã tỏa ra sức mạnh ma thuật trên khắp các thế giới, khiến các linh hồn xấu xa trong ngôi đền của Reimu trở nên điên cuồng, điều này cũng khiến Marisa chú ý. Cô thường được nhìn thấy mang theo một chiếc dù che nắng có khả năng bắn ra Kyokutai Laser. Tia laser này sau đó được Marisa áp dụng với cái tên Master Spark đặc trưng của cô.
Về lần xuất hiện sau này của cô ấy trong Phantasmagoria of Flower View, hãy xem Kazami Yuuka.
Mugetsu (夢月 Mugetsu, cách gọi thay thế Mugetu)
- Chủng loài: Ác quỷ

Một cô gái tóc vàng, trông giống người trong bộ trang phục hầu gái. Em gái song sinh của Gengetsu. Mặc dù cô ấy ăn mặc như một người hầu, cô ấy nói với các nhân vật người chơi rằng khu vực mà họ chiến đấu là thế giới của cô ấy; cô ấy dường như không làm việc cho bất kỳ ai.
Gengetsu (幻月 Gengetsu, cách gọi thay thế Gengetu)
- Chủng loài: Ác quỷ

Một cô gái tóc vàng mặc váy hồng, với nơ đỏ và đôi cánh trắng như thiên thần. Chị gái sinh đôi của Mugetsu, và là người mạnh mẽ hơn so với Mugetsu.

### Mystic Square
Sara (サラ)
- Chủng loài: Yōkai
- Nơi ở: Một hang động trên núi, có cửa dẫn đến Ma Giới

Người gác cổng của Ma giới. Tên của cô xuất phát từ một nhân vật trong truyện tranh ngắn Crystal Egg của Izumi Takemoto.
Louise (ルイズ Ruizu, cách gọi thay thế Luize)
- Chủng loài: Ác quỷ
- Nơi ở: Ma giới

Một cư dân của Ma giới, cô ấy tấn công các nhân vật chính khi họ đang xâm lược. Tên của cô ấy xuất phát từ một nhân vật trong truyện tranh ngắn của Izumi Takemoto  Downtown Stories: Rooftop Serenade .
Alice (アリス Arisu)
- Chủng loài: Yōkai Ma pháp sư
- Năng lực: Ma thuật, Điều khiển búp bê
- Nơi ở: Ma Giới

Một cô gái có sức mạnh đến từ "Ma đạo thư của Alice" bị cấm và hầu như bất lực nếu không có nó. Cô xuất hiện lần đầu trong Giai đoạn 3, và sau khi bị nhân vật chính đánh bại, cô trở lại trong Giai đoạn Extra. Cô ấy có liên quan đến Alices từ Shin Megami Tensei, Asura Blade: Sword of Dynasty, và Alice ở xứ sở thần tiên.
Đối với những lần xuất hiện sau này của cô ấy trong các trò chơi Windows, hãy xem Alice Margatroid.
Yuki (ユキ)
- Chủng loài: Ma pháp sư
- Năng lực: Ma thuật lửa
- Nơi ở: Ma giới

Một phù thủy áo đen xuất hiện cùng Mai ở màn thứ tư, và rất tức giận khi Mai bị đánh bại trước khi cô bị đánh bại. Chuyên về phép thuật lửa.
Mai (マイ)
- Chủng loài: Ma pháp sư
- Năng lực: Ma thuật băng
- Nơi ở: Ma giới

Một phù thủy áo trắng xuất hiện cùng Yuki ở màn thứ tư, và chiến đấu mãnh liệt hơn khi Yuki bị đánh bại trước cô ấy. Chuyên về ma thuật băng.
Yumeko (夢子)
- Chủng loài: Ác quỷ
- Nơi ở: Pandæmonium

Một hầu gái trang bị dao ném phục vụ Shinki, cô được xếp hạng là một trong những cư dân đẳng cấp nhất của Ma giới.
Shinki (神綺)
- Chủng loài: Nữ thần
- Nơi ở: Pandæmonium

Người tạo ra Ma giới. Bởi vì cô ấy là người tạo ra mọi thứ ở Ma giới, cư dân của Ma giới xem cô ấy như Chúa. Với tư cách là trùm cuối, cô đích thân đưa ra hình phạt cho bốn kẻ xâm nhập Ma giới.

### Embodiment of Scarlet Devil
Rumia (ルーミア Rūmia, cách gọi thay thế Lumia)
- Chủng loài: Yōkai
- Năng lực: Điều khiển bóng tối

Trùm của Giai đoạn 1. Cô ấy là một yêu quái có ngoại hình của một cô bé. Cô ấy có mái tóc vàng, mắt đỏ, mặc quần áo màu đen và tóc được quấn bằng một dải ruy băng đỏ. Ruy băng này là của quỷ, và bản thân Rumia không thể chạm vào nó. Cô ấy có chiều cao khiêm tốn. ZUNによれば、「game_1522.lzh」で説明されている登場人物に関して「身長は大体成長期の10代前半の少女達となります」とのことである。「高」は人間でいえば「10代後半以降程度の身長」、「低」は「10代前半の人間だとしたらかなり低い部類」となる。</ref>
Khả năng của cô là tạo ra một quả cầu bóng đêm xung quanh mình, nhưng vì nó cản trở đáng kể tầm nhìn của chính cô nên nó không hữu ích trong chiến đấu. Cô ấy thường dành những ngày của mình để lượn lờ xung quanh một cách không mục đích.
Daiyousei (大妖精 Daiyōsei)
- Chủng loài: Tiên nữ
- Nơi ở: Hồ Sương mù

Trùm giữa giai đoạn 2. Một nhân vật phụ, không có hồ sơ chính thức trong trò chơi; người hâm mộ đặt tên cho cô ấy là Daiyousei (lit. "Đại Tiên nữ"). ZUN sau đó mô tả cô ấy là người tươi sáng, vui tươi và rất biểu cảm. Đôi khi xuất hiện trong dōjinshi với Cirno.
Cirno (チルノ Chiruno)
- Chủng loài:Tiên băng
- Năng lực: Điều khiển cái lạnh
- Nơi ở: Hồ Sương mù

Trùm giai đoạn 2 và là một nhân vật có thể chơi được trong Touhou Hisōtensoku, Fairy Wars và Hidden Star in Four Seasons. Một nàng tiên băng sống trên hồ xung quanh Scarlet Devil Mansion. Mặc dù cô ấy khá yếu từ góc nhìn của người chơi, chỉ xuất hiện với tư cách là trùm ở giai đoạn 2, và là midboss của Giai đoạn 1 trong Perfect Cherry Blossom, và Double Dealing Character, cô ấy là một trong những tiên nữ mạnh nhất ở Gensokyo. Bất chấp điều đó, điểm yếu của cô ấy so với hầu hết những người khác ở Gensokyo, và sự dũng cảm của cô ấy khiến cô ấy trở thành đối tượng bị chế nhạo. Sở thích của cô là đóng băng những con ếch và xem chúng hồi sinh khi chúng tan băng, nhưng thay vào đó cô lại có xu hướng làm vỡ chúng một cách tình cờ. Không giống như Letty Whiterock, cô ấy tỏa ra khí lạnh quanh năm, và có thể thức tỉnh ngay cả trong mùa xuân và mùa hè.
Cô thường được người hâm mộ gọi là "⑨" (phát âm là "nineball"), và ký tự "⑨" được coi là biểu tượng của "Baka" (Ngốc), vì ZUN đã dán nhãn cô như vậy trong phần hướng dẫn của Phantasmagoria of Flower View. Cô cũng là một trong những linh vật của hệ điều hành 9front.
Hong Meiling (紅 美鈴 Hon Meirin, cách gọi thay thế Hoan Meiling, Hong Meirin)
- Chủng loài: Yōkai
- Năng lực: Sử dụng khí
- Nơi ở: Biệt thự Hồng Ma Quán

Trùm giai đoạn 3. Là một cô gái Trung Quốc làm người gác cổng của Hồng Ma Quán. Về mặt lý thuyết, cô được biết đến là một yêu quái hình người, yêu thích tập luyện võ thuật, nhưng nhìn chung rất thân thiện với con người. Tên của cô ấy đã trở thành chủ đề gây nhầm lẫn trong cộng đồng người hâm mộ, vì người hâm mộ Nhật Bản không chắc nên đọc tên cô ấy bằng tiếng Nhật, (Kurenai Misuzu) hay bằng tiếng Trung (Hong Meiling). Một số fan hâm mộ gọi cô ấy đơn giản là Chūgoku, một cái tên mà đôi khi cô ấy vẫn được gọi, mặc dù ZUN đã xác nhận trong một cuộc hỏi đáp tại Đại học Meiji rằng cách đọc tiếng Trung của Hong Meiling là chính xác. Điều này được đề cập đến trong Immaterial and Missing Power, trong đó một trong những câu trích dẫn khi chiến thắng của cô ấy là "xin hãy nhớ tên tôi." Trong dōjinshi, cô ấy thường được miêu tả là một nhân vật hay đùa, thường xuyên bị các cư dân của Hồng Ma Quán lạm dụng, theo phong cách hài hước, đặc biệt là Sakuya. Cô ấy là một trong những nhân vật Touhou phổ biến hơn, và đã được thêm vào làm nhân vật chơi được trong bản vá cho Immaterial và Missing Power, mặc dù không có câu chuyện của riêng mình. Trong Touhou Hisōtensoku, cô được giới thiệu lại như một nhân vật có thể chơi được với cốt truyện của riêng mình. Cô ấy có đôi mắt màu nước và mái tóc dài màu đỏ tươi tượng trưng cho nơi mà cô ấy đang canh giữ. Trang phục của cô được thiết kế theo truyền thống của Trung Quốc, bao gồm một chiếc Sườn xám, và một chiếc mũ nồi với một ngôi sao đọc là rồng (龍) trong tiếng Trung.
Koakuma (小悪魔)
- Chủng loài: Ác quỷ
- Nơi ở: Biệt thự Hồng Ma Quán

Trùm giữa giai đoạn 4. Tương tự như Daiyousei, cô ấy không có hồ sơ chính thức trong trò chơi và được người hâm mộ đặt tên là Koakuma ("Tiểu ác ma"). Tuy nhiên, cô ấy ít được biết đến. ZUN sau đó mô tả cô ấy giống Daiyousei - biểu cảm thất thường, thích chơi khăm và hành động thiếu suy nghĩ. Ông cũng nói thêm rằng trong khi ác quỷ mạnh như ma cà rồng và pháp sư, Koakuma lại khá yếu, nên cô ấy được gọi là Koakuma (Tiểu ác ma).. Cô ấy sống trong Hồng Ma Quán, và được cho là một thủ thư của Patchouli Knowledge, nhưng không có chi tiết cụ thể nào được đưa ra.
Patchouli Knowledge (パチュリー・ノーレッジ Pachurī Nōrejji)
- Chủng loài: Ma pháp sư
- Năng lực: Sử dụng ma pháp nguyên tố
- Nơi ở: Biệt thự Hồng Ma Quán

Trùm giai đoạn 4, và một nhân vật có thể chơi được trong Immaterial and Missing Power, Scarlet Weather Rhapsody và Touhou Hisoutensoku. Là học giả và bạn của Remilia Scarlet. Cô sống trong thư viện của Hồng Ma Quán, và là thủ thư trên thực tế. Trên thực tế, cô ấy hiếm khi rời khỏi nó và hơi giống một hikikomori, chọn không rời đi vì ánh nắng mặt trời làm hỏng tóc hoặc sách. Cô ấy có khả năng điều khiển bảy nguyên tố (mà các ngày trong tuần của Nhật Bản được đặt theo tên, khiến cô ấy trở thành "Pháp sư một tuần") và trên lý thuyết là một pháp sư cực kỳ mạnh mẽ. Patchouli là tên của một loài thực vật, từ đó có thể tạo ra dầu và nước hoa, và họ Knowledge là đề cập đến bản chất hiếu học của cô. Tuy nhiên, thể chất của cô ấy rất kém và bệnh hen suyễn kinh niên thường khiến cô ấy không thể đọc được các câu thần chú của mình. Điều này cũng được phản ánh trong các trò chơi đối kháng, nơi cô ấy di chuyển chậm và thích giữ khoảng cách giữa mình và đối thủ. Cô có một mối quan hệ bền vững với Marisa, người có xu hướng 'mượn' sách của cô mà không cần hỏi.
Izayoi Sakuya (十六夜 咲夜 Izayoi Sakuya)
- Chủng loài: Con người
- Năng lực: Điều khiển thời gian
- Nơi ở: Biệt thự Hồng Ma Quán

Trùm giai đoạn 5 và là một nhân vật có thể chơi được trong các trò chơi Touhou Perfect Cherry Blossom, ppImperishable Night]], Phantasmagoria of Flower View, Double Dealing Character, Immaterial and Missing Power, Scarlet Weather Rhapsody và Touhou Hisoutensoku. Cô ấy là hầu gái đứng đầu của Scarlet Devil Mansion.
Sakuya là người duy nhất sống trong Scarlet Devil Mansion, [21] [29] và chịu trách nhiệm duy trì nó. Cô ấy sử dụng cách nói khiêm tốn với cô chủ Remilia Scarlet và người bạn Patchouli Knowledge, nhưng lại ít nói với những người khác.
Màu mắt của cô ấy thay đổi theo từng tựa game, và ZUN đã nói rằng "cô ấy đóng vai một người hầu gái khoảng 10 ~ 20 tuổi" và "có lẽ cô ấy là nhân vật trong những năm đầu tuổi thiếu niên của cô ấy, [30] và trong Perfect Memento in Strict Sense, theo Hieda no Akyuu, "cô ấy nói rằng cô ấy khoảng hai mươi tuổi."
Sakuya có khả năng điều khiển và dừng thời gian. Hơn nữa, có vẻ như cô ấy có thể thay đổi tốc độ dòng chảy tại thời điểm đó. Tuy nhiên, vì rất khó để đảo ngược các sự kiện đã xảy ra, và vì cô ấy không thể đưa những thứ đã hỏng trở lại như ban đầu ngay cả khi cô ấy đảo ngược thời gian, nên trên thực tế, cô ấy không thể đảo ngược thời gian. Tuy nhiên, cô ấy có thể làm mọi thứ ở mức độ di chuyển mọi thứ trở lại vị trí ban đầu. Cô ấy cũng có thể xáo trộn không gian, có liên quan mật thiết đến thời gian.
Cô sở hữu một lượng bạc lớn  để ném dao và có thể ném chúng với độ chính xác cao, và chỉ với khả năng điều khiển thời gian, cô có thể tạo ra những con dao từ hư không. Theo ZUN, có vẻ như cánh tay ném dao và cánh tay nấu ăn của cô ấy có thể so sánh được, và do đó cô ấy rất giỏi nấu ăn.
Cô không được sinh ra ở Gensokyo, và cái tên "Izayoi Sakuya" được đặt cho cô bởi Remilia Scarlet. Trong Perfect Memento in Being Sense, Akyuu đoán rằng ban đầu cô ấy có thể là một thợ săn ma cà rồng. Một trò đùa lặp lại với Sakuya trong dōjinshi thường liên quan đến việc cô ấy dùng dao đâm Hong Meiling không thương tiếc, thường là do Meiling lười biếng hoặc không có khả năng đưổi những vị khách không mong muốn, chẳng hạn như Reimu và Marisa, ra khỏi dinh thự. Tuy nhiên, Sakuya rất quan tâm đến sức khỏe của Meiling, và hai người có mối quan hệ thân thiết, như đã được chứng minh trong Eastern and Little Nature Deity / Strange and Bright Nature Deity.
Vào thời điểm của dị biến Embodiment of Scarlet Devil, cô chỉ làm việc tại Scarlet Devil Mansion để đổi lấy thức ăn. Tiếp tục trong dị biến Imperishable Night, cô không lo lắng gì về quần áo, thức ăn hay chỗ ở và cảm thấy hài lòng. Trong khi đó, cô ấy hết lòng vì chủ nhân của mình, Remilia.
Remilia Scarlet (レミリア・スカーレット Remiria Sukāretto)
- Chủng loài: Ma cà rồng
- Tuổi: Khoảng 500 tuổi
- Năng lực: Điều khiển vận mệnh
- Nơi ở: Biệt thự Hồng Ma Quán

Trùm cuối cùng và là một nhân vật có thể chơi được trong Immaterial and Missing Power, Imperishable Night, Scarlet Weather Rhapsody và Hisoutensoku. Remilia là chủ nhân của Biệt thự Hồng Ma Quán, tuyên bố là hậu duệ của Vlad III Dracula, và bài nhạc chủ đề khúc dạo đầu của cô có tựa đề The Young Descendant of Tepes, đề cập đến tên người Romania của ông, Vlad Tepes, nhưng cô không có mối liên hệ thực sự nào với ông. Cô ấy được biết đến với cái tên Scarlet Devil vì khi cô ấy ăn, máu của nạn nhân sẽ nhuộm đỏ chiếc váy của cô ấy. Ngoài những nhu cầu khó chịu của mình, cô ấy hầu như không đủ ác độc để được gọi với một danh hiệu như vậy; Như thể bà đã hơn năm trăm tuổi, và có trí tuệ phù hợp, thái độ của cô có thể so sánh với một đứa trẻ. Mặc dù là một ma cà rồng thường là một cuộc sống cô đơn, cô ấy có mối quan hệ tốt với nhiều cấp dưới của mình (bao gồm cả Sakuya và Meiling). Reimu là một trong số ít người bao dung với cô ấy, và Remilia cũng có vẻ khá thích cô ấy. Marisa cũng thân với cô ấy để đổi lấy quyền truy cập vào thư viện của cô. Sức mạnh của cô là kiểm soát vận mệnh (chưa bao giờ được thể hiện một cách công khai trong các trò chơi).
Flandre Scarlet (フランドール・スカーレット Furandōru Sukāretto, alternate spelling Frandre Scarlet, Frandle Scarlet)
- Chủng loài: Ma cà rồng
- Tuổi: Khoảng 495 tuổi
- Năng lực: Phá hủy mọi thứ

Trùm của Giai đoạn Extra. Là em gái của Remilia, nhưng cô ấy không được phép rời khỏi tầng hầm của dinh thự, và biết rất ít về cuộc sống bên ngoài.. Mặc dù vậy, cô thích chị gái của mình và thường không cố gắng trốn thoát. Hầu hết các ma cà rồng đều kìm hãm phần nào sức mạnh của mình khi chiến đấu với con người, vì chúng chỉ định bắt sống con người và để dành ăn sau này, nhưng Flandre luôn được cho ăn những món ăn được chế biến sẵn và không biết thức ăn của mình đến từ con người.
Nhạc nền của cô ấy, "U.N. Owen Was Her?" được dựa trên cuốn sách And Then There Were None của Agatha Christie. "U.N. Owen" là một nhân vật bí ẩn được biết đến để đánh đố mọi người trong cuốn tiểu thuyết.